# 英国东洋舰队溃灭
英國東洋艦隊潰滅（日語：英国東洋艦隊潰滅／えいこくとうようかんたいかいめつ）是一首大日本帝國的軍歌。

## 背景
本曲為宣傳第二次世界大戰，大日本帝國海軍在馬來亞海戰中，擊毀英國海軍駐紮在東南亞的威爾斯親王號戰艦與反擊號戰鬥巡洋艦。
作詞者為高橋掬太郎，作曲者為古關裕而（古関裕而）。
1941年12月10日下午4時，日本大本營發表勝利訊息，當晚7時即在NHK上，由藤山一郎演唱。

## 改編
此曲由日本作家サトウハチロー（佐藤八郎）重新填詞，曲名断じて勝つぞ。同為藤山一郎演唱。